# Kristin Herrera
Kristin Herrera (Los Angeles, 21 de fevereiro de 1989) é uma atriz norte-americana, que é conhecida por ter atuado no seriado da Nickelodeon, Zoey 101.

## Vida pessoal
Kristin Herera cresceu na Califórnia, Estados Unidos; tem dois irmãos mais velhos (chamados Ryan e Justin) e uma mais nova chamada Ana Carolina. De descendência mexicana e porto-riquenha, ela tem uma grande lista de atuações (em comerciais, filmes e seriados), mas ficou mais conhecida quando foi escalada para Zoey 101, onde interpretou Dana Cruz, uma garota forte que não tinha medo de defender seus pensamentos. Depois dessa série, Kristin tornou-se uma atriz coadjuvante/secundária) principalmente em seriados da TV estadunidense.
Participou do filme Escritores da Liberdade, interpretando Gloria. É grande amiga de Brenda Song.

## Filmografia

### Séries e Filmes
| Televisão | Televisão          | Televisão         | Televisão      |
| Ano       | Programa           | Papel             | Notas          |
| --------- | ------------------ | ----------------- | -------------- |
| 2000-2008 | General Hospital   | Lourdes Del Torro | (15 episódios) |
| 2005      | Zoey 101           | Dana Cruz         | Season 1       |
| 2008      | My House in Umbria | Pirê              | 1 Capítulo     |

| Participações especiais | Participações especiais | Participações especiais | Participações especiais |
| Ano                     | Programa                | Papel                   | Notas                   |
| ----------------------- | ----------------------- | ----------------------- | ----------------------- |
| 2001                    | NYPD Blue               | Elena Rodriguez         | Série                   |
| 2002                    | 7th Heaven              | Katie                   | Série                   |
| 2002                    | The Division            | Aimee Vargai            | Série                   |
| 2002                    | The Bernie Mac Show     | Sophia                  | Série                   |
| 2004                    | ER                      | Frederika Meehan        | Série                   |
| 2006                    | Without a Trace         | Rose Martinez           | Série                   |
| 2007                    | Freedom Writers         | Gloria                  | Filme                   |
| 2007                    | Resurrection Mary       | Karen                   | Filme                   |